# Глауциг
Глауциг (нем. Glauzig) — деревня в Германии, в земле Саксония-Анхальт, входит в район Анхальт-Биттерфельд в составе общины Южный Анхальт.
Население составляет 481 человек (на 31 декабря 2008 года). Занимает площадь 3,21 км².

## История
Первое упоминание о поселение относится к 1253 году.
До 2010 года Глауциг образовывала собственную коммуну, куда также входила деревня Рондорф (нем. Rohndorf, 51°39′06″ с. ш. 11°58′40″ в. д.).
1 января 2010 года, после проведённых реформ, Глауциг с Рондорфом вошли в состав новой общины Южный Анхальт в качестве района.

## Галерея

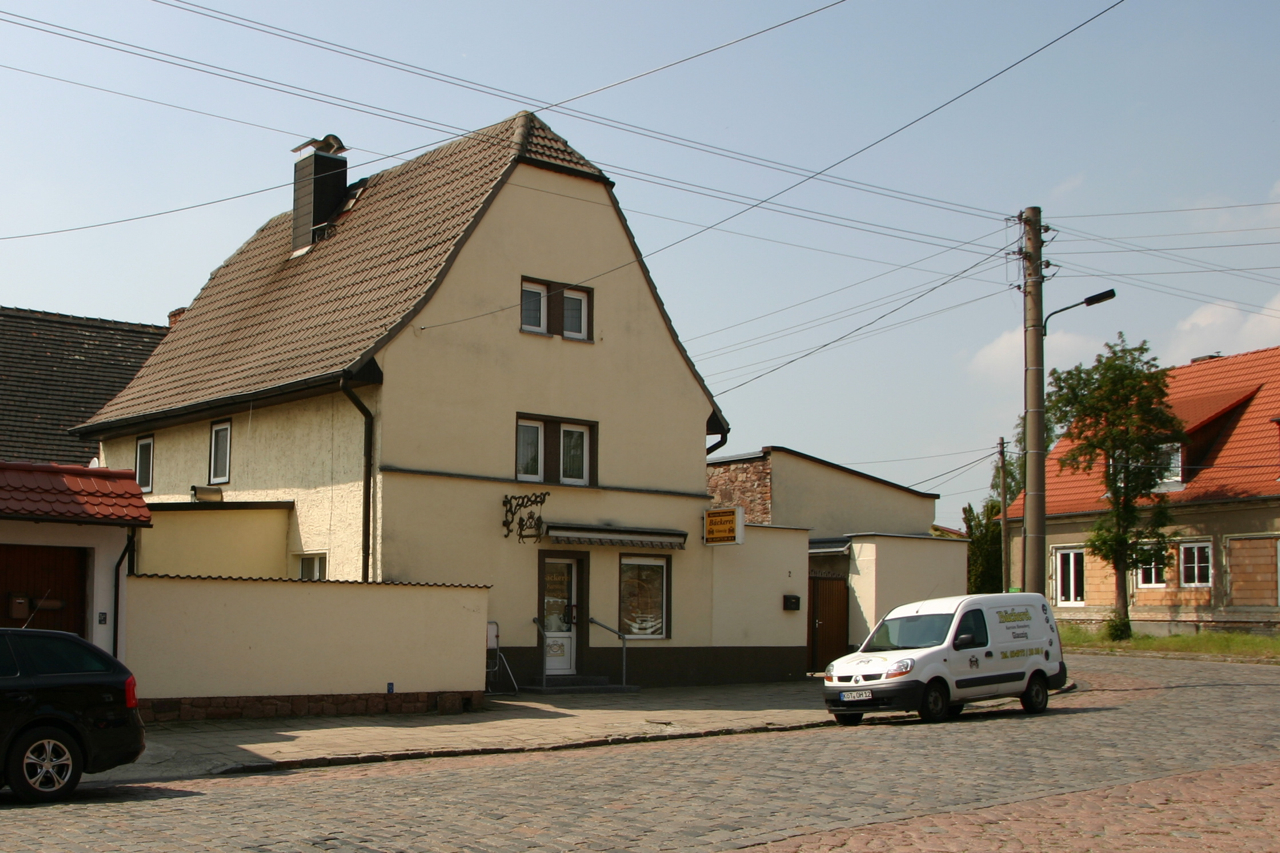
Магазин в Глауциге
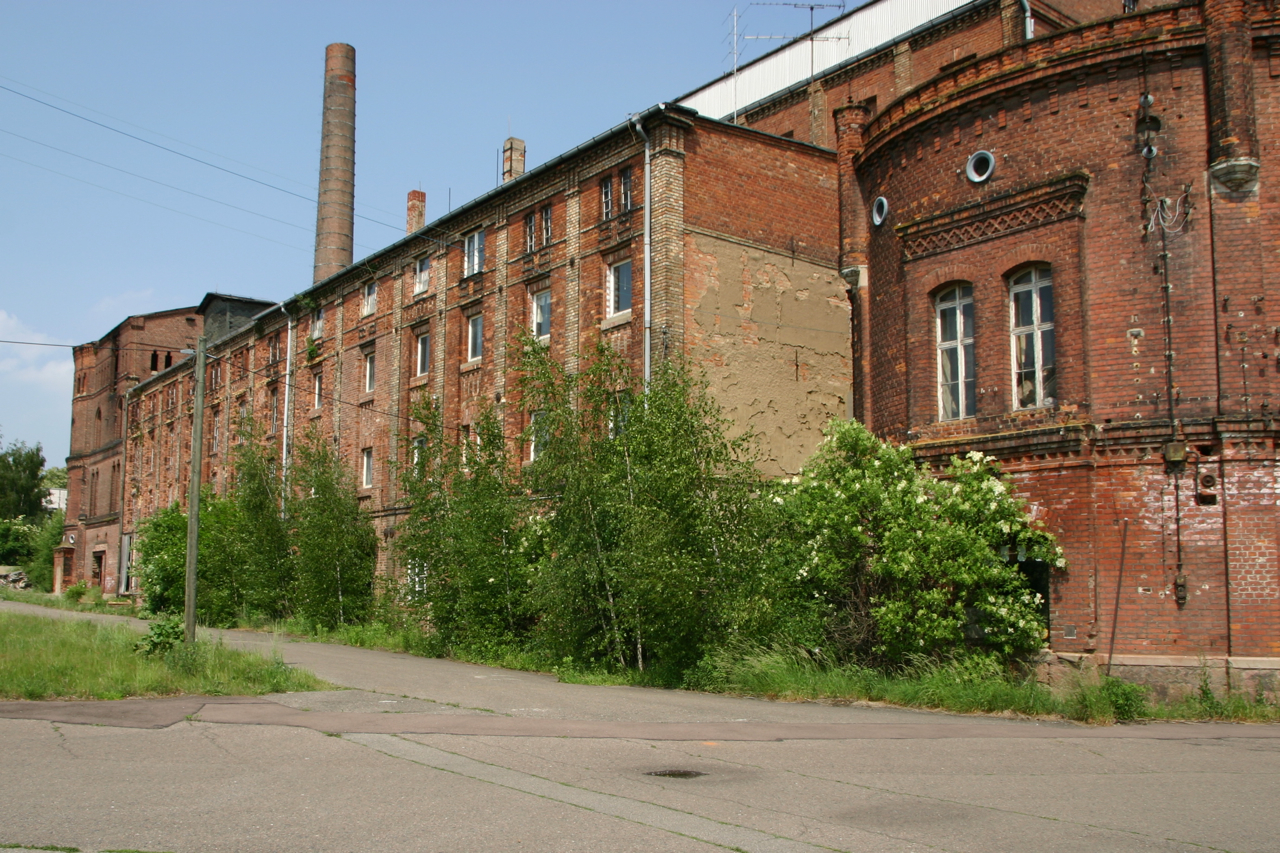
Бывший сахарный завод